# Economia della Thailandia

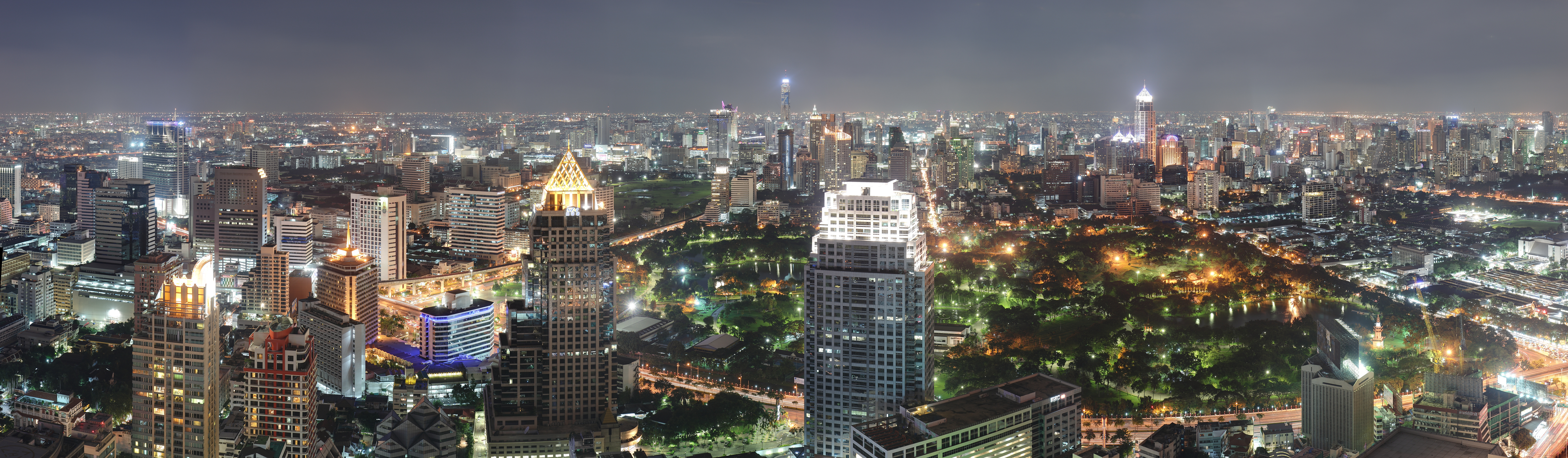
Bangkok, la capitale, è anche la città più grande e il centro economico e finanziario del paese.

La Thailandia è la seconda economia più grande del Sud-est asiatico, dopo l'Indonesia. Il suo PIL pro capite di 255.362 baht (7.336 $ USA) nel 2023 si classifica al quarto posto nel PIL pro capite del Sud-est asiatico, dopo Singapore, Brunei e Malaysia. Nel luglio 2018, la Thailandia deteneva 237,5 miliardi di dollari in riserve internazionali, la seconda più grande nel Sud-est asiatico (dopo Singapore). Il suo surplus si colloca al decimo posto a livello mondiale, con un guadagno di 37,898 miliardi di dollari per il paese nel 2018. La Thailandia è al secondo posto nel Sud-est asiatico per volume di commercio estero, dopo Singapore.
La nazione è riconosciuta dalla Banca Mondiale come "una delle più grandi storie di successo in termini di sviluppo" negli indicatori sociali e di sviluppo. Nonostante un reddito nazionale lordo (RNL) pro capite di 7.090 $ USA e classificandosi al 66º posto nell'Indice di sviluppo umano (HDI), la percentuale di persone al di sotto della soglia di povertà nazionale è diminuita dal 65,26% nel 1988 all'8,61% nel 2016, secondo la nuova soglia di povertà dell'Office of the National Economic and Social Development Council (NESDC).
Tra gli anni ottanta e novanta del XX secolo la Thailandia ha dato il via a un significativo processo di industrializzazione che l'ha portata ad essere una delle potenze a medio reddito tra i paesi che si affacciano sull'Oceano Pacifico, diventando uno dei paesi più potenti del Sud-est asiatico; i settori chiave dell'economia thailandese sono quello turistico, il manifatturiero e l'export; i settori chiave dell'economia thailandese sono quello turistico, il manifatturiero e l'export.

## Settore primario

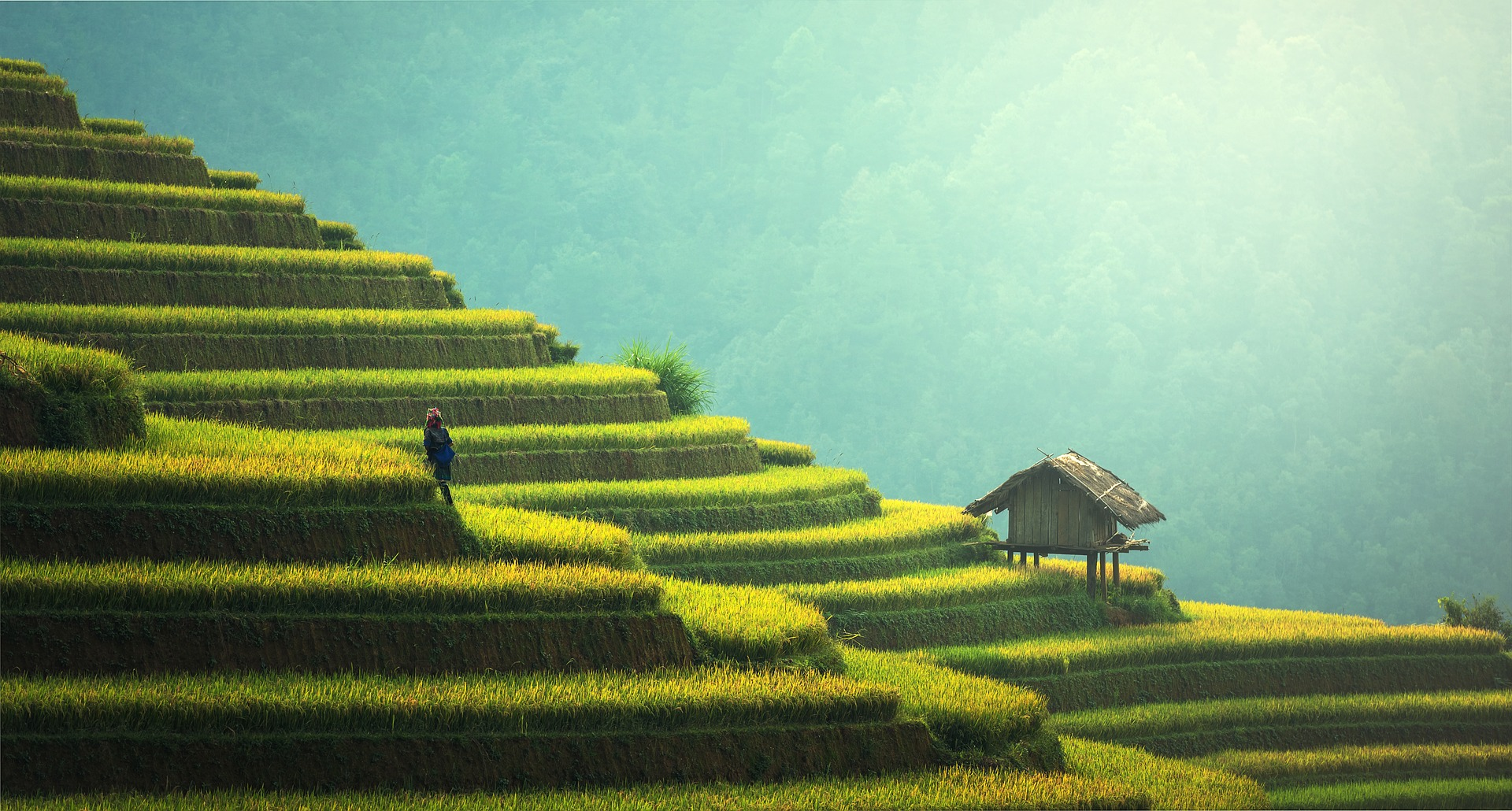
La Thailandia è il secondo esportatore di riso al mondo.

Il 49% della forza lavoro thailandese è impiegata nell'agricoltura.
Il 49% della forza lavoro thailandese è impiegata nell'agricoltura. Questa percentuale è in calo rispetto al 70% del 1980. Il riso è la coltura più importante del paese e la Thailandia è stata a lungo il principale esportatore mondiale di riso, fino a poco tempo fa dietro sia all'India che al Vietnam. La Thailandia ha la più alta percentuale di terra arabile, il 27,25%, di qualsiasi stato della subregione del Mekong. Circa il 55% della superficie coltivabile è utilizzata per la produzione di riso.
L'agricoltura sta vivendo una transizione da metodi ad alta intensità di manodopera e di transizione ad un settore più industrializzato e competitivo. Tra il 1962 e il 1983, il settore agricolo è cresciuto del 4,1% all'anno in media e ha continuato a crescere del 2,2% tra il 1983 e il 2007. Il contributo relativo dell'agricoltura al PIL è diminuito mentre le esportazioni di beni e servizi sono aumentate.

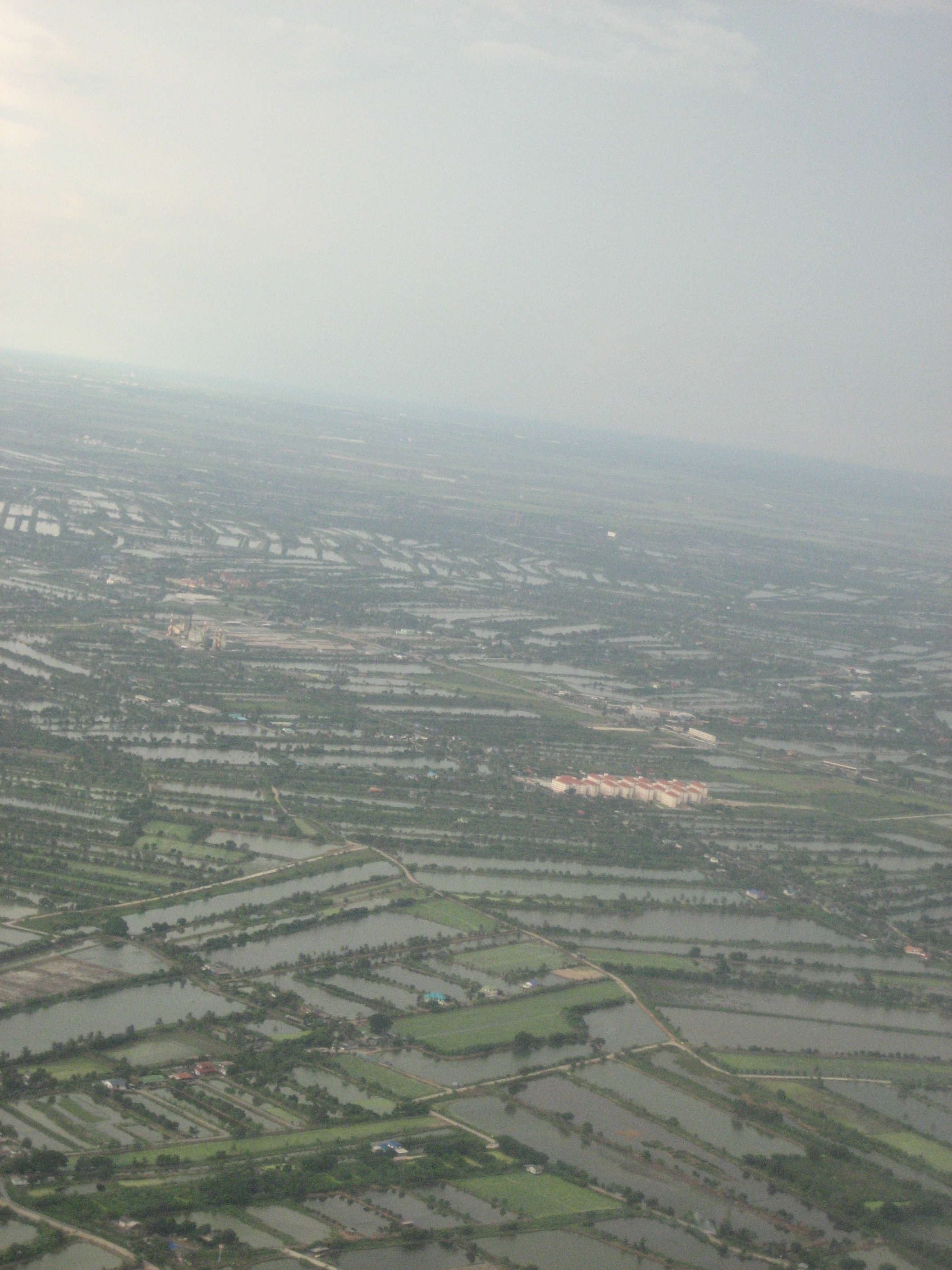
Agricoltura nelle aree rurali di Bangkok.

Inoltre, l'accesso alla biocapacità in Thailandia è inferiore alla media mondiale. Nel 2016, la Thailandia aveva 1,2 ettari globali di biocapacità pro capite all'interno del suo territorio, poco meno della media mondiale di 1,6 ettari globali pro capite. Al contrario, in Nel 2016, hanno utilizzato 2,5 ettari globali di biocapacità, la loro impronta ecologica di consumo. Ciò significa che utilizzano circa il doppio della biocapacità contenuta in Thailandia, con conseguente deficit.
L'8,8% del terreno agricolo è destinato all'orticoltura e i frutti principali sono mango (20,5%), longan (10,4%), durian (5,8%), mangostano (4,1%), longkong (3,7%), rambutan (3%), lychee (1,3%) e mandarino tangerino (0,9%).
Nel 1985 la Thailandia ha designato il 25 per cento della sua superficie per la protezione delle foreste e del 15 per cento per la produzione di legname. Le foreste sono state scelte per la conservazione e la ricreazione della fauna e della flora, mentre le foreste di legname sono disponibili per il settore forestale. Tra il 1992 e il 2001 le esportazioni di tronchi e legname sono aumentate da 50.000 a 2.000.000 di metri cubi all'anno. Nel settore agricolo il riso è l'alimento base, ed è coltivato nelle pianure del Chao Phraya e del Mekong. Mais e manioca sono gli altri due prodotti coltivati nel paese. Banane, caffè, tabacco, ananas, canna da zucchero e iuta sono le colture da piantagione principali, mentre la ricca vegetazione della Thailandia fornisce vari tipi di legname pregiato, come il teak, il sandalo, il sapan e l'ebano.

## Settore secondario

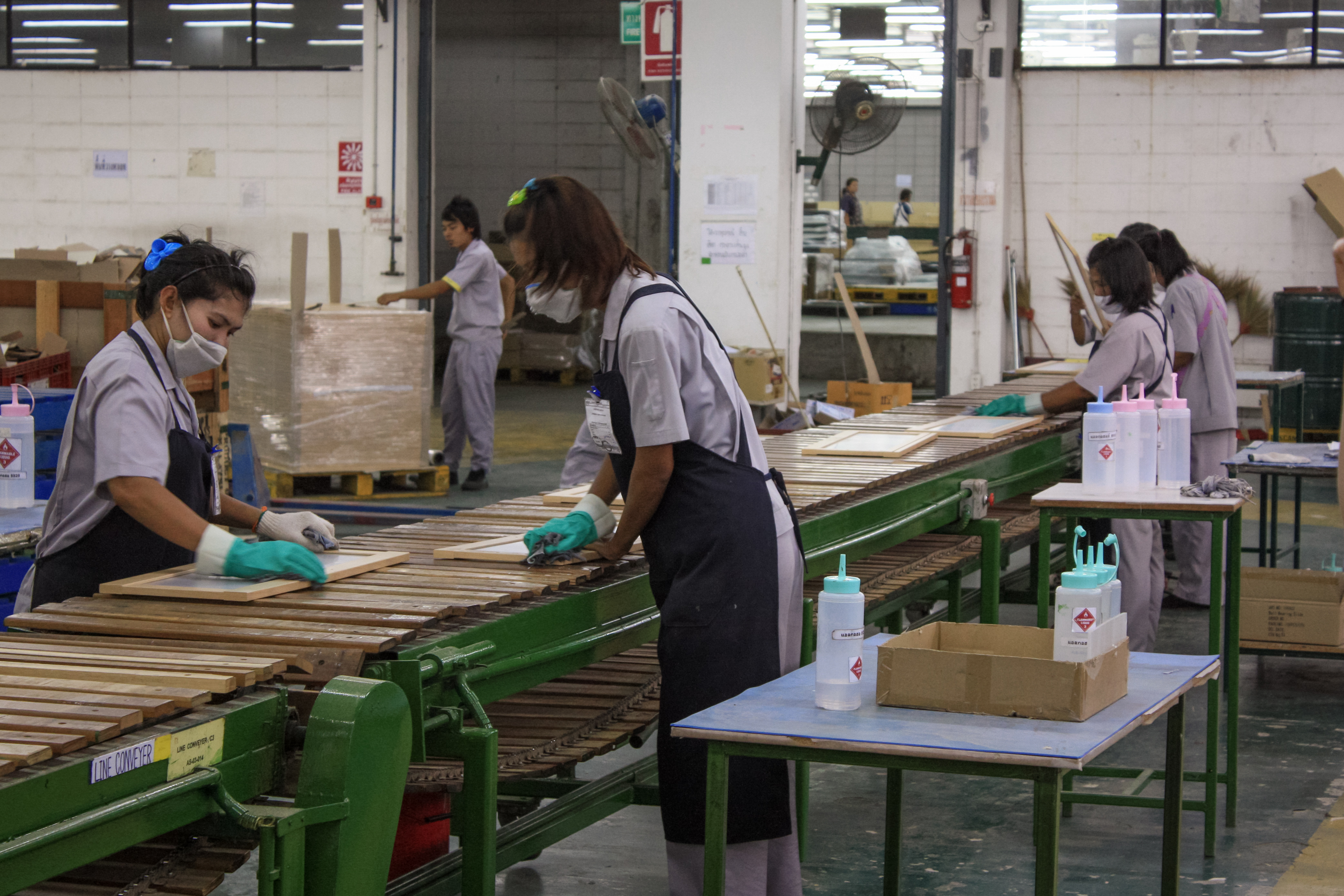
Operai in una catena di montaggio in una fabbrica di Chachoengsao.

L'economia della Thailandia dipende fortemente dalle esportazioni, che rappresentano oltre due terzi del prodotto interno lordo (PIL). Le principali esportazioni includono automobili, computer, elettrodomestici, riso, tessuti e calzature, prodotti della pesca, gomma e gioielli. Nel 2022, l'esportazione di beni dalla Thailandia vale circa 290 miliardi di dollari mentre le sue importazioni valgono circa 305 miliardi di dollari.
Le principali industrie thailandesi includono elettrodomestici, componenti, componenti per computer e veicoli. La ripresa della Thailandia dalla crisi finanziaria asiatica del 1997-1998 è dipesa principalmente dalle esportazioni, e vari altri fattori. A partire dal 2012, l'Industria automobilistica in Thailandia era la più grande nel Sud-est asiatico e la 9a più grande al mondo. L'industria thailandese ha una produzione annua di circa 1,5 milioni di veicoli, per lo più veicoli commerciali.
La maggior parte dei veicoli costruiti in Thailandia sono sviluppati e concessi in licenza da produttori stranieri, principalmente giapponesi e americani. L'industria automobilistica thailandese sfrutta l'Area di libero scambio dell'ASEAN (AFTA) per trovare un mercato per molti dei suoi prodotti. Otto produttori, cinque giapponesi, due statunitensi e Tata dell'India, producono pick-up in Thailandia. A partire dal 2012, grazie alla sua tassazione favorevole per i pick-up a 2 porte pari solo al 3-12% rispetto al 17-50% per le autovetture, la Thailandia è stata il secondo maggiore consumatore di pick-up al mondo, dopo gli Stati Uniti. Nel 2014, i pick-up rappresentavano il 42% di tutte le vendite di veicoli nuovi in Thailandia.

## Settore terziario

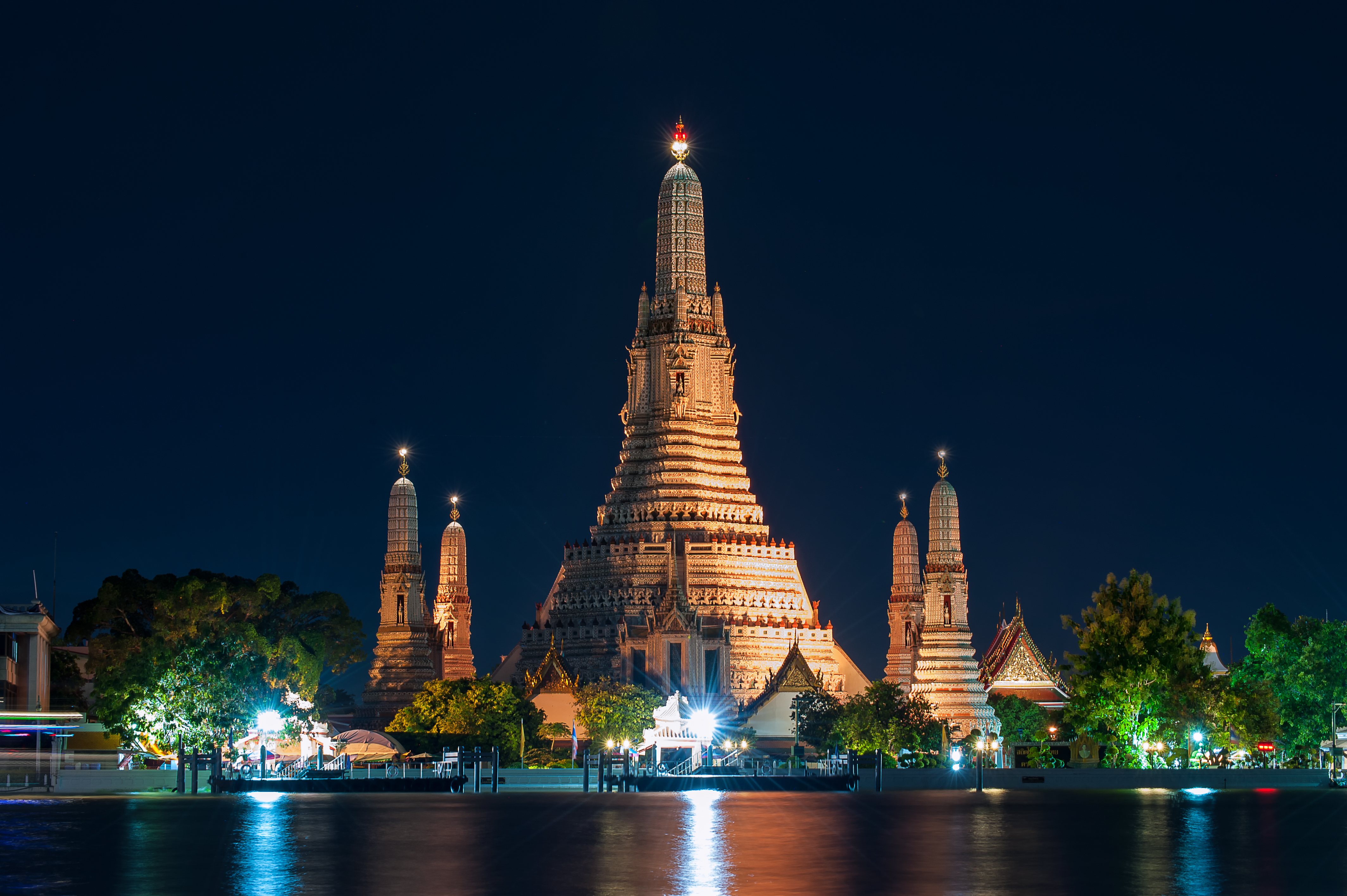
Wat Arun, Bangkok, è uno dei monumenti più noti della Thailandia.

Il turismo rappresenta circa il 6% dell'economia del paese. Prima della pandemia, la Thailandia era l'ottavo paese più visitato al mondo secondo la classifica del turismo mondiale compilata dall'Organizzazione mondiale del turismo delle Nazioni Unite. Nel 2019, la Thailandia ha ricevuto 39,8 milioni di turisti internazionali, superando Regno Unito e Germania ed è stata la quarta più alta nel turismo internazionale guadagnando 60,5 miliardi di dollari USA.
La Thailandia è stata il paese più visitato nel sud-est asiatico nel 2013, secondo l'Organizzazione mondiale del turismo. Le stime delle entrate del turismo che contribuiscono direttamente al PIL thailandese di 12 trilioni di baht variano dal 9 percento (1 trilione di baht) (2013) al 16 percento. Se si includono gli effetti indiretti del turismo, si dice che rappresenti il 20,2 percento (2,4 trilioni di baht) del PIL thailandese.
I turisti asiatici visitano principalmente la Thailandia per Bangkok e la città storica, attrazioni naturali e culturali nelle sue vicinanze. I turisti occidentali non visitano solo Bangkok e le aree circostanti; molti viaggiano verso le spiagge e le isole del sud. Il nord è la destinazione principale per il trekking e i viaggi d'avventura con i suoi diversi gruppi di minoranze etniche e le montagne boscose. La regione che ospita il minor numero di turisti è l'Isan. Per accogliere i visitatori stranieri, è stata istituita una polizia turistica separata con uffici nelle principali aree turistiche e un numero di telefono di emergenza.

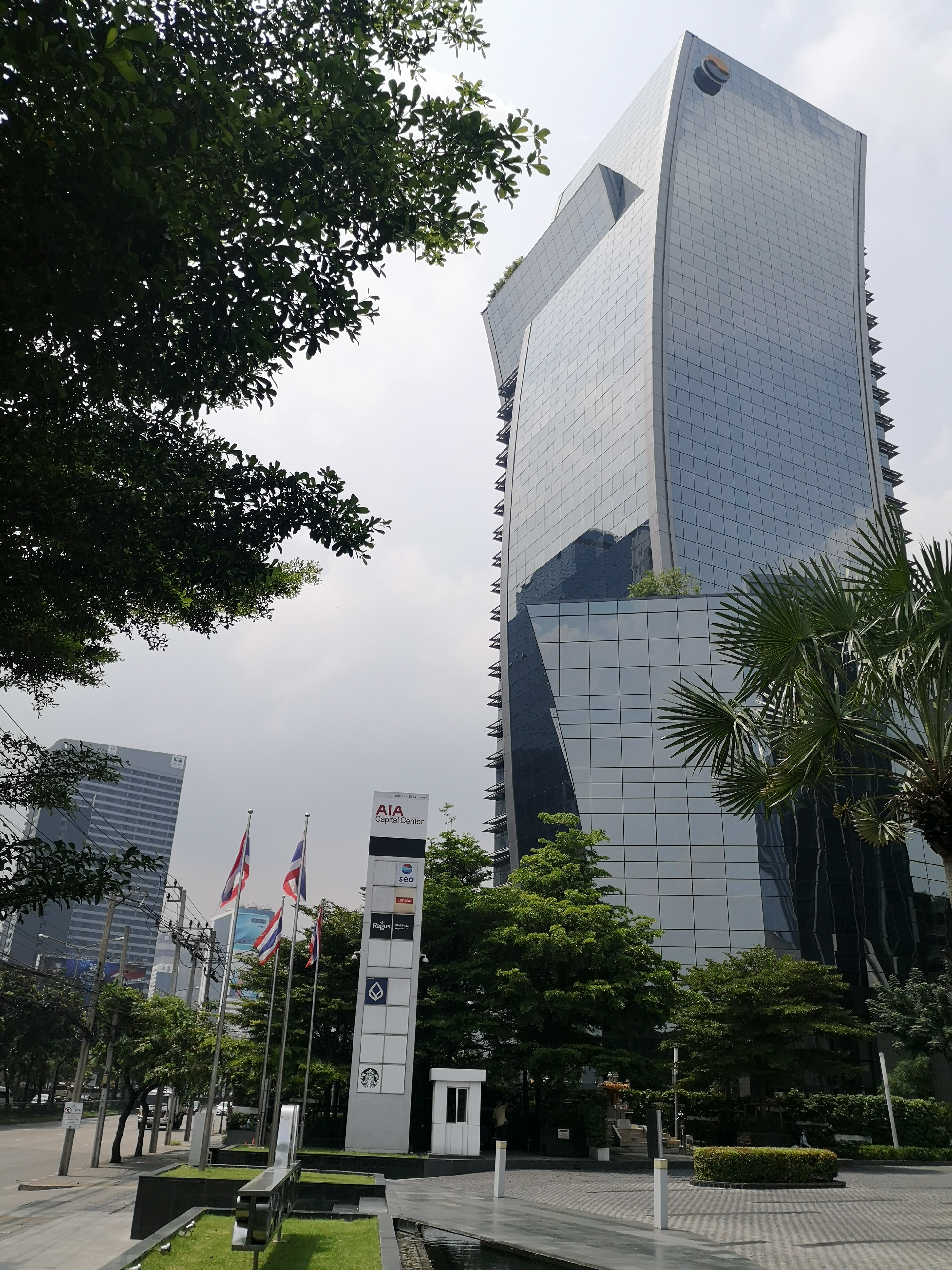
Borsa valori di Bangkok

La Borsa valori della Thailandia è l'unica borsa in Thailandia. Fondata il 30 aprile 1975, è la terza borsa dell'ASEAN dopo la Borsa dell'Indonesia e la Borsa di Singapore per capitalizzazione di mercato pari a 489,95 miliardi di dollari aggiornato a novembre 2023. Dal 2015 a giugno 2020, è stato il più grande mercato nel Sud-est asiatico in termini di fondi raccolti accumulati a 17,8 miliardi di dollari USA (598,0147 miliardi di THB). È anche la borsa più attiva della regione per 10 anni consecutivi con un fatturato giornaliero di trading che normalmente supera i 2 miliardi di dollari USA.
Negli ultimi anni, il numero dei partecipanti al mercato è aumentato notevolmente: i conti di trading sono aumentati di quasi 10 volte dal 2008 al 2022.
La Banca di Thailandia è la banca centrale della Thailandia. La valuta della banca è il baht thailandese. Tra le principali banche troviamo le seguenti: 
- Bangkok Bank
- Bank of Ayudhya (Krungsri)
- CIMB Thai Bank
- ICBC Thai
- Kasikornbank (KBank)
- Kiatnakin Phatra Bank
- Krungthai Bank
- Land & Houses Bank
- Siam Commercial Bank
- Standard Chartered Bank
- Tisco Bank
- TMBThanachart Bank
- United Overseas Bank (Thai)
- Thai Credit Bank